# Gargantua e Pantagruel
Gargantua e Pantagruele (La vie de Gargantua et de Pantagruel) è una serie di cinque romanzi scritti da François Rabelais nella prima metà del Cinquecento. L'opera è una satira con un linguaggio semplice e vivace, a tratti triviale. Rabelais diede i primi due libri da pubblicare all'editore François Juste di Lione nel 1542, firmandosi con lo pseudonimo anagrammatico di Alcofribas Nasier.

## Trama

### Pantagruele (Libro primo)

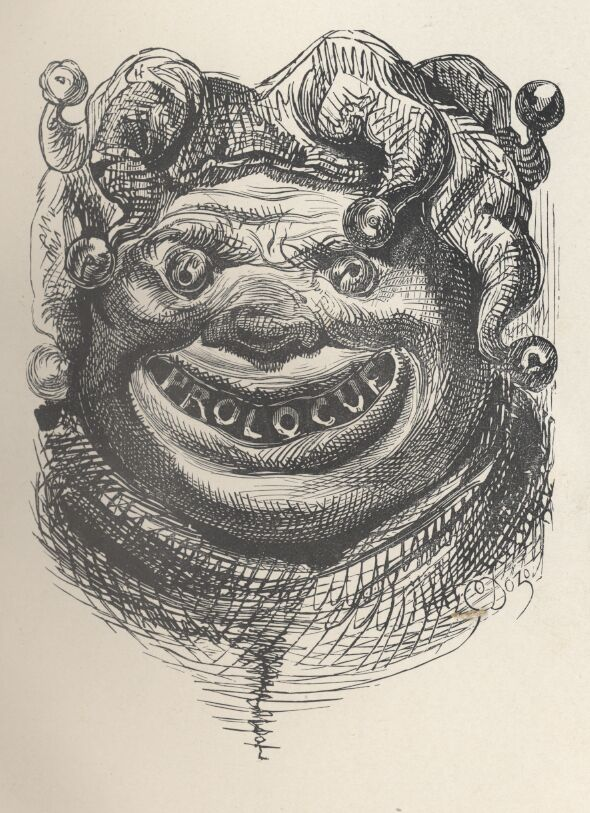
Illustrazione di Gustave Doré per il Pantagruel

Il primo libro Pantagruele, che ha come eroe l'omonimo personaggio, venne pubblicato nel 1532. Il romanzo ha come titolo completo Gli orribili e spaventosi fatti e prodezze del molto rinomato Pantagruele re dei Dipsodi, figlio del gran gigante Gargantua (dal francese Les horribles et espoventables faits et prouesses du très renommé Pantagruel Roy des Dipsodes, filz du Grand Géant Gargantua) e il racconto in esso contenuto viene attribuito a Mastro Alcofribas Nasier, il cui nome è l'anagramma di François Rabelais.
Pantagruele è figlio del gigante Gargantua e di Badebec, che muore nel partorirlo. Il gigante riceve un'educazione di stampo umanista e sin dall'infanzia si distingue per una forza immensa superata solo dal suo appetito. A Parigi stringe amicizia col chierico spiantato Panurge, col quale condividerà molte avventure. Nel frattempo i Dipsodi invadono Utopia, ma sono respinti grazie alla forza di Pantagruele (che diventerà così re dei Dipsodi), che, per riparare dalla pioggia un battaglione, stende la lingua a mo' d'ombrello e Alcofribas (il narratore) ne approfitta per entrare nella bocca di Pantagruele dove trova campi e boschi curati dalle popolazioni che vi vivono.

### Gargantua (Libro secondo)
In seguito al successo di questa prima opera, l'autore firmò un secondo romanzo, nel 1534, intitolato Gargantua o, più precisamente «La vita assai orribile del grande Gargantua, padre di Pantagruele, un tempo redatta dal Sig. Alcofribas, estrattore di quintessenze. Libro pieno di pantagruelismo.» (dal francese La vie très horrifique du grand Gargantua, père de Pantagruel, jadis composée par M. Alcofribas abstracteur de quintessence. Livre plein de Pantagruélisme).
Gargantua, figlio del gigante Grangola, re d'Utopia, viene partorito da un orecchio di sua madre Gargamella. Il piccolo gigante riceve un'educazione di stampo medievale (messa in ridicolo nel libro), alla quale trova rimedio grazie al saggio Ponocrate che gli insegna un nuovo metodo di studio: vedere i libri come maestri di vita. Nel frattempo a causa di una lite fra mercanti di focacce e gli abitanti del paese di Gargantua, scoppia una guerra con il vicino regno del re Picrocole. Grazie all'aiuto di fra’ Giovanni Fracassatutto, Gargantua vince l'esercito nemico e a guerra finita si dimostra molto clemente con i vinti; fra’ Giovanni è ricompensato con la costruzione di un’abbazia la cui unica regola è Fa’ quello che vuoi.

### Libro terzo
Pubblicato nel 1546, il Terzo libro fu intitolato Terzo libro delle gesta e dei detti eroici del nobile Pantagruel. Composto da Mastro François Rabelais, Dottore in Medicina e Calogero [titolo onorifico scherzoso] delle isole Hyeres (dall'originale Tiers livre des faits et dits Héroïques du noble Pantagruele: composés par M. François Rabelais, Docteur en Médecine, et Calloier des Iles d'Hyeres).
Panurge non sa se prendere moglie o meno, decide perciò di partire alla ricerca di qualcuno in grado di dargli un consiglio; così in compagnia di Pantagruele e frate Jean consultano una Sibilla, un medico, un poeta, un astrologo, un teologo, un filosofo (in ogni incontro l'autore ironizza sul personaggio in esame), un giudice celebre perché emetta i suoi giudizi dopo aver tirato i dadi (occasione per riflettere sulla falsità dei giudizi umani); alla fine ascolteranno il consiglio del pazzo Triboulet, decidendo di andare a consultare l'Oracolo della Divina Bottiglia.

### Libro quarto

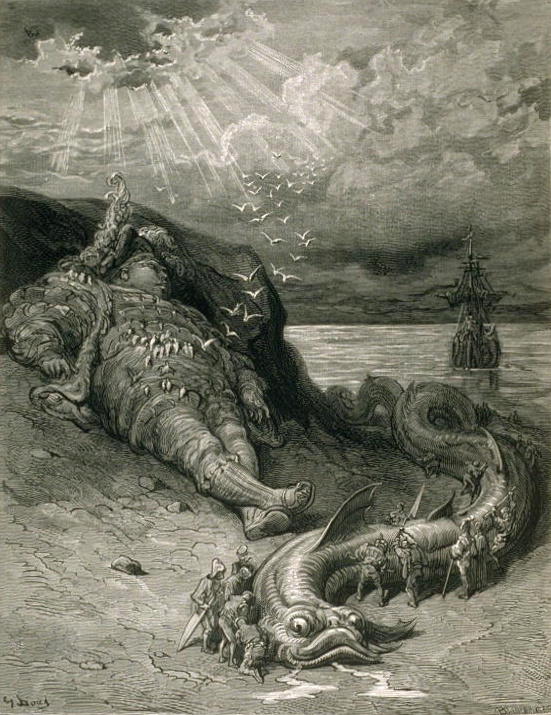
Illustrazione di Gustave Doré del Quarto libro

I protagonisti viaggiano per le terre più strane alla ricerca dell'Oracolo ed incontrano i popoli più assurdi: i litigiosi Legulei, i Papefigues (caricatura dei Protestanti), i Papimanes (caricatura dei Cattolici). Presso il circolo polare si fermano in un luogo dove odono, a causa del disgelo, le grida di una battaglia avvenuta anni prima, rimaste imprigionate nel ghiaccio.

### Libro quinto
I tre viaggiatori giungono presso l'Isola Sonante (rappresenta la Curia romana, che viene derisa). Alla fine dopo innumerevoli peregrinazioni i protagonisti giungono in un tempio, sulle cui pareti è raffigurata la vittoria di Bacco, dove la sacerdotessa Bacbuc li guida al cospetto dell'Oracolo, il cui responso è “Trinch!”, che in inglese antico vuol dire “Bevi!”.

## Temi
Pantagruele gode liberamente delle gioie dell'esistenza e manifesta la propria vitalità sfrenata attraverso il riso. Rabelais nel prologo del romanzo, indirizzato ai lettori, scrive: "E, leggendo, non vi scandalizzate: / Qui non si trova male né infezione.[...] Meglio è di risa che di pianti scrivere, / Ché rider soprattutto è cosa umana". La creatività e l'allegria di Pantagruele e dei suoi compagni di viaggio sono la rappresentazione comica dell'ottimismo umanistico sulla bontà della natura umana, rivalutata in tutti i suoi aspetti. Rabelais si pone contro l'ascetismo e il dogmatismo medievale, contro il tentativo di sopprimere gli istinti da parte delle religioni cattolica e protestante, contro le teorie e i procedimenti speculativi di teologi e filosofi. Lo scrittore esercita il suo pungente sarcasmo anche contro la tradizione culturale e i vizi del suo tempo, in vari àmbiti: politica, educazione, religione, cioè una cultura "universale", ribelle a schemi ed imposizioni, la cui visione, anche pedagogica, è di matrice umanistica. L'ideale è quello di un uomo tollerante e libero, naturalmente buono, e la regola stabilita nell'Abbazia di Thelème ("Fa' quello che vuoi"; cap. 52), riassume la fiduciosa e utopistica aspirazione umanistica alla libertà, contrapposta al dogmatismo della cultura ufficiale e alla censura del potere ecclesiastico e politico.

## Stile e lingua
Anche nella lingua viene rovesciato il mito classicista dell'equilibrio e della misura. Vengono mescolate lingua letteraria e linguaggio parlato (anche con l'uso di termini volgari), si fa la parodia dello stile aulico, si utilizzano neologismi, si ricorre all'iperbole e al paradosso.

## Influenza culturale

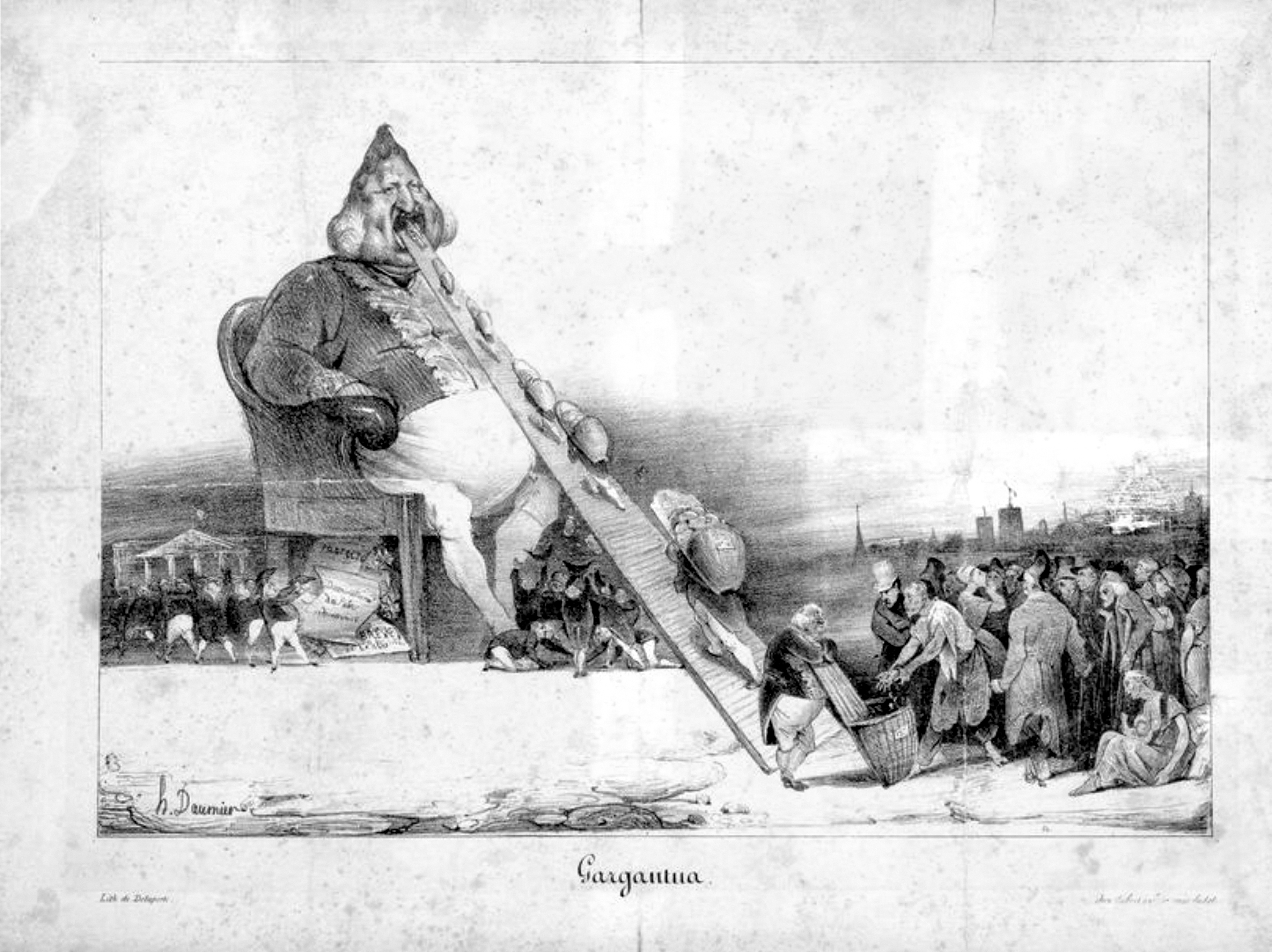
Disegno satirico con Pantagruel dalle fattezze del re di Francia, Luigi Filippo, duca d'Orléans. Honoré Daumier, 1831, Parigi, Biblioteca nazionale.

L'aggettivo "pantagruelico" derivò da Pantagruele, a significare pasti abbondanti in allegre compagnie; tipica è l'espressione "un banchetto pantagruelico" o "pranzo pantagruelico". Questo perché nel racconto di Rabelais la coppia Gargantua e Pantagruele raccoglie storie e racconti attorno a mense laute e allegre, ben fornite di vino e di qualsiasi vivanda. Similmente da Gargantua deriva "gargantuesco", che significa smisurato, insaziabile, e che a sua volta deriva dal sostantivo garganta, che nella lingua spagnola significa gola.
Rabelais, al capitolo 51 del Terzo libro delle gesta e dei detti eroici del nobile Pantagruel, attribuisce la scoperta della cannabis a Pantagruele, derivandogli il nome Pantagruelione.
Sono soprannominate "Dito di Gargantua" dal nome del gigante inventato da Rabelais due formazioni geologiche:
- la morena laterale del ghiacciaio della conca di Pila (Gressan), nella zona dell'impluvio del torrente Gressan in Valle d'Aosta, su cui oggi insiste la Riserva naturale Côte de Gargantua;
- il menhir del Fort-la-Latte in Bretagna.

Nel film Kill Bill Vol. 2 il personaggio di Elle Driver, interpretato dall'attrice Daryl Hannah, descrive come "gargantuesca" la quantità di veleno inoculata da un morso di un mamba nero, rimarcando come non sia facile utilizzare tale aggettivo nel corso di una conversazione normale.
Viene chiamato Gargantua anche il buco nero del film Interstellar, attorno a cui si svolge una buona parte degli eventi narrati.
Gargantua viene citato inoltre nella prima serie di True Detective.
Panurge è inserito, come personaggio, nel romanzo La favola della Trojka dei fratelli Strugackij.
Nel 1979 sulle pagine de "Il Giornalino", Dino Battaglia realizzava un fumetto adattando l'opera di Rabelais.
È stata chiamata Pantagruel una via di arrampicata su roccia nel massiccio del Monte Bianco aperta nel 1993 

### Edizioni in italiano moderno
- François Rabelais, Gargantua e Pantagruele, Collana Classici del ridere, Roma, Formiggini, 1925, 5 voll.
- id., Il buon gigante Gargantua e suo figlio Pantagruel, a cura di Alba Cinzia, Torino, Società Edit. Internazionale, 1935, pp. 197.
- id., Gargantua e Pantagruele, a cura di Mario Bonfantini, Collana i millenni n. 22, Torino, Einaudi, 1953, 2 voll., pp. 601+446; 1966- 1 vol.; illustrazioni di Giuliano Della Casa, Collana i millenni, Torino, Einaudi, 2004, ISBN 88-06-17748-6.
  - id., Collana Gli struzzi n. 48, Torino, Einaudi, 1973.
  - id., Collana Einaudi Tascabili n. 139, Torino, Einaudi.
- id., Gargantua e Pantagruele, trad. Laura Pontiggia, Milano, Aldo Corticelli Editore, 1949, ill. Pietro Bernardini, pp. 305.
- id., Gargantua e Pantagruel, Collana Capolavori stranieri per la gioventù, Firenze, Marzocco, 1954, illustr. Torquato Simi, pp. 151.
- id., Gargantua e Pantagruele, Collana Strenne Corticelli/Mursia, Milano, Ugo Mursia Editore, 1958-1964, illustrazioni di Piero Bernardini; Collana Corticelli. Opere di vari autori, Milano, Mursia, 1994.
- François Rabelais, Gargantua e Pantagruele, a cura di Augusto Frassineti, Collana Classici Stranieri, Sansoni, 1980, ISBN 88-450-4950-7. (Frassineti vinse il Premio Monselice 1981 per questa traduzione) Collana La grande letteratura, Firenze, Sansoni, 1993.
  - id., Gargantua e Pantagruele recato in lingua italiana da Augusto Frassineti, con le illustrazioni di Gustavo Doré. Introduzione di Giovanni Macchia. Testo francese a fronte, 3 voll., Milano, BUR, I ed. 1984, pp. 1588.
- id., Gargantua e Pantagruel, 2 voll., Collana Capolavori della Narrativa, Novara, De Agostini, 1983, pp. 610.
- id., Gargantua e Pantagruele, Collana Grandi Opere, Roma, Gherardo Casini Editore, 1987-1991, ISBN 88-40-31058-4, pp. 875.
- id., Gargantua e Pantagruele. Introduzione di Emanuele Trevi. Edizione integrale, trad. G. Passini, illustraz. Gustavo Doré, Collana Grandi tascabili economici. I Mammut, Roma, Newton & Compton, 2012, ISBN 978-88-54-13644-1, pp. 858.
- id., Gargantua e Pantagruele, a cura di Lionello Sozzi. Testo francese a fronte, Collana Classici della Letteratura Europea, Milano, Bompiani, 2012, ISBN 978-88-45-26691-1.